# Habenaria purdiei
Habenaria purdiei är en orkidéart som beskrevs av William Fawcett och Alfred Barton Rendle. Habenaria purdiei ingår i släktet Habenaria och familjen orkidéer.
Artens utbredningsområde är Jamaica. Inga underarter finns listade i Catalogue of Life.